# Élections législatives kosovares de 2014
Les élections législatives kosovares de 2014 (en albanais : Zgjedhjet parlamentare në Kosovë 2014) se sont tenues le dimanche 8 juin 2014, afin d'élire les cent vingt députés de l'Assemblée du Kosovo pour une législature de quatre ans.

## Contexte
Lors des élections législatives du 12 décembre 2010, les premières depuis l'indépendance proclamée en 2008, le Parti démocratique du Kosovo (PDK) du Premier ministre Hashim Thaçi arrive en tête. Il devance la Ligue démocratique du Kosovo (LDK) du maire de Pristina Isa Mustafa.
Le PDK s'associe avec l'Alliance pour un nouveau Kosovo (AKR), le Parti libéral indépendant (SLS) et d'autres partis des minorités, permettant la reconduction de Thaçi au pouvoir.
Le 22 février 2011, le président de l'AKR Behgjet Pacolli est élu président de la République par l'Assemblée, par 62 voix sur 67 au troisième tour de scrutin. Son élection est cependant invalidée par la Cour constitutionnelle un mois plus tard, la présence des seuls députés de la majorité parlementaire étant jugée inconstitutionnelle. Finalement, le 7 avril, l'Assemblée élit une candidate de compromis, la général de police Atifete Jahjaga.
La dissolution de l'Assemblée est décidée le 7 mai 2014, à la suite d'un vote en ce sens acquis par 90 voix favorables. Cette décision intervient après l'incapacité pour le gouvernement de faire voter une loi assurant la création d'une armée kosovare forte de 5 000 hommes, faute d'avoir atteint le quorum parmi les députés serbes, farouchement opposés à une telle initiative. Toutefois, pour certains observateurs, Hashim Thaçi serait également tenté d'être reconduit avant le début des enquêtes du tribunal spécial sur les crimes commis par l'Armée de libération du Kosovo.

## Mode de scrutin
L'Assemblée du Kosovo (en albanais : Kuvendi i Republikës së Kosovës) se compose de cent vingt députés, élus pour un mandat de quatre ans. Cent députés représentent la majorité albanaise et vingt représentent les minorités ethniques, dont dix pour les seuls Serbes.
Pour les cent députés albanophones, le territoire kosovar constitue une circonscription unique. La loi électorale de 2008 prévoit que chaque liste ait au moins 30 % de députés de chaque sexe. Seules les listes ayant remporté au moins 5 % des suffrages exprimés participent à la répartition. Les sièges sont distribuées entre les listes admises selon le scrutin proportionnel suivant la méthode d'Hondt. Les vingt députés des minorités sont répartis de la même manière. En outre, chaque électeur peut accorder une voix à un candidat de la liste pour laquelle il a voté. 
Les minorités (serbe, turc, bosniaque...) ont le droit à 20 sièges, dont 10 pour la communauté serbe.

## Campagne

### Principales forces politiques
| Parti | Parti                                                             | Idéologie                                                 | Chef de file                                      | Résultat en 2010           |
| ----- | ----------------------------------------------------------------- | --------------------------------------------------------- | ------------------------------------------------- | -------------------------- |
|       | Parti démocratique du Kosovo Partia Demokratike e Kosovës         | Centre droit Social-libéralisme, nationalisme, europhilie | Hashim Thaçi (Premier ministre)                   | 32,1 % des voix 34 députés |
|       | Ligue démocratique du Kosovo Lidhja Demokratike e Kosovës         | Centre droit Conservatisme, libéralisme, europhilie       | Isa Mustafa                                       | 24,7 % des voix 27 députés |
|       | Autodétermination Vetëvendosje!                                   | Gauche Nationalisme, protectionnisme, démocratie directe  | Albin Kurti                                       | 12,7 % des voix 14 députés |
|       | Alliance pour l'avenir du Kosovo Aleanca për Ardhmërinë e Kosovës | Centre droit Conservatisme, europhilie                    | Ramush Haradinaj                                  | 11 % des voix 12 députés   |
|       | Alliance pour un nouveau Kosovo Aleanca Kosova e Re               | Centre Libéralisme                                        | Behgjet Pacolli (Vice-Premier ministre)           | 7,3 % des voix 8 députés   |
|       | Parti libéral indépendant Самостална либерална странка            | Centre droit Libéralisme, défense de la minorité serbe    | Slobodan Petrović (Ministre des Affaires locales) | 2,1 % des voix 8 députés   |

## Résultats

### Voix et sièges
| Parti | Parti                                         | Suffrages | Suffrages | Suffrages | Députés | Députés | Députés |
| Parti | Parti                                         | Voix      | %         | +/-       | Sièges  | +/-     | %       |
| ----- | --------------------------------------------- | --------- | --------- | --------- | ------- | ------- | ------- |
|       | Parti démocratique du Kosovo (PDK)            | 222 181   | 30,38 %   | 1.7       | 37      | +3      | 30,8 %  |
|       | Ligue démocratique du Kosovo (LDK)            | 184 594   | 25,24 %   | 0.55      | 30      | +3      | 25 %    |
|       | Autodétermination (VV)                        | 99 398    | 13,59 %   | 0.9       | 16      | +2      | 13,3 %  |
|       | Alliance pour l'avenir du Kosovo (AAK)        | 69 793    | 9,54 %    | 1.5       | 11      | -1      | 9,1 %   |
|       | Initiative pour le Kosovo (NISMA)             | 37 680    | 5,15 %    | 5.15      | 6       | +6      | 5 %     |
|       | Alliance pour un nouveau Kosovo (AKR)         | 34 170    | 4,67 %    | 2.62      | -       | -8      | -       |
|       | Liste serbe pour le Kosovo (SL)               | 38 199    | 5,22 %    | 5.22      | 9       | +9      | 7,5 %   |
|       | Parti démocratique turc du Kosovo (KDPT)      | 7 424     | 1,02 %    | 0.20      | 2       | -1      | 1,7 %   |
|       | Coalition VAKAT (VAKAT)                       | 6 476     | 0,89 %    | 0.13      | 2       | -       | 1,7 %   |
|       | Parti démocratique progressiste (PDS)         | 5 973     | 0,82 %    | 0.82      | 1       | +1      | 0,83 %  |
|       | Parti démocrate des Ashkalis du Kosovo (PDAK) | 3 335     | 0,46 %    | 0.05      | 1       | -       | 0,83 %  |
|       | Nouveau parti démocratique (NDS)              | 2 837     | 0,39 %    | 0.04      | 1       | -       | 0,83 %  |
|       | Parti libéral égyptien (PLE)                  | 1 960     | 0,27 %    | 0.27      | 1       | +1      | 0,83 %  |
|       | Parti Ashkali pour l’intégration (PAI)        | 1 583     | 0,22 %    | 0.02      | 1       | -       | 0,83 %  |
|       | Initiative civique de Gore (GIG)              | 1 193     | 0,16 %    | 0.05      | 1       | -       | 0,83 %  |
|       | Parti unifié des Roms du Kosovo (PREBK)       | 645       | 0,09 %    | 0.01      | 1       | -       | 0,83 %  |

### Analyse
Le Parti démocratique du Kosovo (PDK) de Hashim Thaçi n'obtient que 37 sièges sur 120 et ne peut pas gouverner seul. Pour cela il tente de trouver un partenaire de coalition afin de créer un gouvernement stable. Cependant les trois autres grands partis, la Ligue démocratique du Kosovo (LDK), Initiative pour le Kosovo (NISMA) ainsi que l'Alliance pour l'avenir du Kosovo (AAK) décident ensemble de s'opposer au Parti démocratique du Kosovo (PDK) de Hashim Thaçi. Autodétermination (VV) clame son désir de changement mais ne souhaite pas rejoindre cette partie de l'opposition.
Afin de montrer leur forte opposition, les trois partis nomment leur coalition « bloc d'opposition » et vont pendant plusieurs semaines tenter de faire renoncer Hashim Thaçi à sa place de Premier ministre par plusieurs interventions télévisées, radio ainsi que lors de conférences de presse. Des manifestations ont lieu dans plusieurs grandes villes pour que le président du Parti démocratique du Kosovo passe la main à l'opposition qui elle possède la majorité avec 63 sièges sur 120. Les futurs rôles sont d'ailleurs attribués. Ramush Haradinaj serait le nouveau Premier ministre du Kosovo, Isa Mustafa serait le président de l’Assemblée du Kosovo.
Le 11 juin 2014, à la suite du « blocus » mené par l'opposition qui souhaite créer un gouvernement, la présidente de la République du Kosovo Atifete Jahjaga demande au Tribunal constitutionnel de se prononcer sur la légalité de donner au second parti la possibilité de créer un gouvernement. La réponse intervient le 1er août 2014 et est pour le moins compliquée. En effet, si le Tribunal constitutionnel détermine qu'il ne faut pas donner au deuxième, troisième et quatrième partis la possibilité de former un gouvernement, car les différents candidats n'ont pas fait liste commune aux élections (même sur des partis différents), il permet au Parti démocratique du Kosovo (PDK) de Hashim Thaçi de proposer un autre candidat. Une crise institutionnelle s'installe à ce moment et bloque toute négociation.
Le 11 juillet 2014, lors de l'élection du président de l'Assemblée du Kosovo, les députés la Ligue démocratique du Kosovo (LDK), Initiative pour le Kosovo (NISMA) ainsi que l'Alliance pour l'avenir du Kosovo (AAK) décident de créer un groupe parlementaire afin de devenir le plus grand groupe parlementaire de l'Assemblée et ainsi pouvoir faire élire l'un de leurs membres. Le parti Autodétermination (VV) ne souhaite pas faire partie du groupe parlementaire, mais déclare néanmoins soutenir le candidat qui sera proposé par ses alliés. Sur proposition des 3 partis, Isa Mustafa est élu président de l'Assemblée avec 65 voix sur 83. 
37 députés des rangs du Parti démocratique du Kosovo (PDK) font recours de la décision au Tribunal constitutionnel. Le Tribunal constitutionnel prend la décision d'annuler l'élection d'Isa Mustafa. En effet selon le tribunal, les groupes parlementaires doivent être formés après l'élection du président de l'Assemblée ou avant les élections législatives.
La crise devient encore plus forte. Le PDK ne souhaite pas laisser le pouvoir bien qu'il occupe une minorité des bancs de l'Assemblée et le Bloc d'opposition déclare ne jamais faire marche arrière.
Peu de temps après, Autodétermination (VV) rejoint le « Bloc d'opposition ». Le Bloc fait savoir qu'il renonce à la prétention d'élire un président de l'assemblée du Kosovo en échange de recevoir le poste de Premier ministre. Furieux de la décision prise par les trois autres partis à laquelle il s'est opposé, Isa Mustafa déclare ouvrir la porte à toutes les discussions possibles. C'est ainsi qu'il mène dans les coulisses des négociations avec Hashim Thaçi afin de créer un gouvernement.
Le 9 décembre 2014 Isa Mustafa est élu Premier ministre du Kosovo avec 73 voix sur 115 (5 députés n'étant pas présent).

### Conséquences
À la suite des élections, différents changements interviennent. Le Premier ministre Hashim Thaçi cède sa place à son ancien opposant et ancien maire de Pristina qui a rejoint la coalition gouvernementale Isa Mustafa.
Hashim Thaçi lui accède au rôle de ministre des Affaires étrangères et occupe aussi la place de vice-premier ministre. Kadri Veseli est nommé président de l'Assemblée du Kosovo et prend ainsi la place de Jakup Krasniqi.